# Польша на Европейских играх
Польша принимала участие в трёх Европейских играх с момента их основания в 2015 году.

## Домашние Европиады
| Европейские игры      | Город  | Дата                  | Количество стран | Количество спортсменов | Количество видов спорта |
| --------------------- | ------ | --------------------- | ---------------- | ---------------------- | ----------------------- |
| Европейские игры 2023 | Краков | 21 июня — 2 июля 2023 | 48               | 6857                   | 29                      |

## Медальный зачёт

### Медали на летних Европейских играх
| Игры        | Участников | Золото | Серебро | Бронза | Всего | Место |
| 2015 Баку   | 214        | 2      | 8       | 10     | 20    | 19    |
| 2019 Минск  | 158        | 3      | 1       | 10     | 14    | 22    |
| 2023 Краков | 404        | 13     | 19      | 18     | 50    | 6     |
| Всего       | Всего      | 18     | 28      | 38     | 84    | 12    |